# Albert Ellis
Albert Ellis (Pittsburgh, 27 de septiembre de 1913-Manhattan, 24 de julio de 2007) fue un psicoterapeuta cognitivo estadounidense que  desarrolló la terapia racional emotiva conductual (TREC) a partir de 1955. Fue fundador y presidente emérito del Albert Ellis Institute, en la ciudad de Nueva York. Llegó a ser considerado el segundo de los psicoterapeutas más influyentes de la historia (por delante de Sigmund Freud, que ocupó el tercer puesto; el primero fue Carl Rogers), según una encuesta distribuida en 1982 entre profesionales de la psicología de EE. UU. y Canadá. El mismo año de la muerte de Ellis, Psychology Today le calificó como el «más importante psicólogo vivo».

## Infancia
Ellis nació en una familia judía de Pittsburgh, Pensilvania el 27 de septiembre de 1913 y se crio en Nueva York. Fue el mayor de tres hermanos, con un hermano dos años más joven y una hermana cuatro años menor. El padre de Ellis era un hombre de negocios, actividad en la que tuvo poco éxito, y por la que convivió poco con sus hijos, con los que además era poco cariñoso.
En su autobiografía, Ellis retrató a su madre como una mujer ensimismada, con trastorno bipolar. A veces, según Ellis, era una «cotorra bulliciosa que nunca escuchaba». Exponía sus opiniones sobre muchos temas firmemente, pero raramente proveía bases objetivas para estos puntos de vista. Como su padre, la madre de Ellis era emocionalmente distante con sus hijos. Ellis contaba que ella dormía cuando él se iba a la escuela, y no solía estar en casa cuando volvía. Sin embargo, Ellis en vez de quejarse de sus amargos sentimientos, tomó la responsabilidad de cuidar a sus hermanos. Despertaba y vestía a sus hermanos pequeños, para lo cual compró un reloj con su propio dinero. Cuando sobrevino la Gran Depresión, los tres hermanos tuvieron que empezar a trabajar para ayudar a la familia.
Ellis fue un niño enfermizo y sufrió numerosos problemas de salud en su juventud. A la edad de cinco años fue hospitalizado por una enfermedad renal. También fue hospitalizado con amigdalitis, que derivó en una grave infección estreptocócica requiriendo cirugía de emergencia. Ellis declaró que tuvo ocho hospitalizaciones entre los cinco y los siete años, y una de ellas duró cerca de un año. Sus padres le proporcionaron escaso apoyo emocional durante este periodo, raramente le visitaron y consolaron. Ellis afirmaba que aprendió a enfrentar sus adversidades de tal forma que había «desarrollado una indiferencia creciente hacia esta negligencia». La enfermedad continuó siguiéndole a lo largo de su vida, a la edad de 40 años desarrolló diabetes.
Ellis tenía un temor exagerado a hablar en público y durante su adolescencia fue extremadamente tímido con las mujeres. A los 19 años se obligó a hablar con 100 mujeres en el jardín botánico del Bronx durante un periodo de un mes. A pesar de no haber conseguido ninguna cita, informó que se había desensibilizado a sí mismo de su miedo al rechazo de las mujeres.

## Educación y principios de su carrera
Ellis entró en el campo de la psicología clínica después de obtener una licenciatura en negocios por la Universidad de la Ciudad de Nueva York. Empezó una breve carrera como economista, seguido de otra como escritor. Estos intentos tuvieron lugar durante la Gran Depresión, que comenzó en 1929, y Ellis notó que los negocios le iban mal y no tenía éxito publicando ficción. Al percatarse de que se le daba bien escribir ensayos, investigó y escribió sobre sexualidad, convencido de emprender una nueva carrera en psicología clínica.
En 1942, Ellis empezó sus estudios de doctorado en psicología clínica en el Colegio de Maestros de la Universidad de Columbia, que formaba a los psicólogos fundamentalmente en psicoanálisis. Completó la maestría en psicología clínica en junio de 1943, y empezó prácticas privadas a tiempo parcial, mientras seguía trabajando en su tesis, quizás porque entonces en Nueva York los psicólogos no necesitaban licencia. Ellis empezó a publicar artículos antes de doctorarse. En 1946 escribió una crítica sobre muchos test de personalidad de lápiz y papel, ampliamente utilizados. Llegó a la conclusión de que sólo el Inventario Multifásico de Personalidad de Minnesotta cumplía todos las normas como instrumento válido para una investigación.
En 1947 fue galardonado con un doctorado en Psicología Clínica en Columbia, en ese momento Ellis llegó a creer que el psicoanálisis era la forma más profunda y eficaz de terapia. Como la mayoría de los psicólogos de la época, estaba interesado en las teorías de Sigmund Freud. Buscó formación adicional en psicoanálisis, y luego comenzó a practicarlo. Ellis comenzó un análisis personal y un programa de supervisión con Richard Hülsenbeck (cuyo analista a su vez había sido Hermann Rorschach, uno de los principales analistas formados en el Instituto de Karen Horney, y el promotor de los test de Rorschach). En ese tiempo dio clases en la Universidad de Nueva York y en la Universidad de Rutgers. Ellis completó su análisis y empezó a practicar psicoanálisis clásico bajo la dirección de su maestro.
Pero la fe de Ellis en el psicoanálisis rápidamente se vino abajo por la poca mejoría en sus pacientes, por lo que decidió usar una aproximación neofreudiana, con lo que consiguió mejores resultados, pero no los suficientes que a él le hubiesen gustado. Debido a esto, empezó a adoptar un papel más activo, combinando consejos e interpretaciones directas. Sus pacientes parecían mejorar más rápidamente que cuando utilizaba procedimientos psicoanalíticos pasivos.

## Desarrollo de la terapia racional emotiva conductual
Las mayores influencias de Ellis fueron los psicólogos: Karen Horney, Alfred Adler, Erich Fromm y Harry Stack Sullivan. Ellis reconoció a Alfred Korzybski, y su libro «Ciencia y Cordura», así como a sus estudios sobre semántica general, como el comienzo de su camino para la creación de la terapia racional. Además, también se basó en gran medida en la filosofía moderna y antigua, y sus propias experiencias para teorizar sobre psicoterapia.
En enero de 1953 rompió por completo con el psicoanálisis, y empezó a referirse a sí mismo como terapeuta racional. Ellis desarrolló un nuevo tipo de psicoterapia más activa, directiva y dinámica, en la que se requería que el terapeuta ayudase al cliente a comprender, —y actuar sobre la base de esa comprensión—, que su filosofía personal contenía creencias que contribuían a sus dolores emocionales. Su nueva aproximación enfatizaba el trabajo de cambiar activamente creencias y comportamientos contraproducentes, autoderrotistas y rígidos del cliente, demostrando su irracionalidad por falta de evidencias. Ellis creía que a través del análisis racional, la gente entendería sus creencias irracionales, y las cambiaría por una posición más racional. A esto se le conoce como reestructuración cognitiva.
En 1954 Ellis empezó a enseñar su nueva técnica a otros terapeutas, y en 1957 expuso formalmente la primera terapia cognitiva, proponiendo que los terapeutas ayudasen a la gente ajustando su pensamiento y comportamiento, como tratamiento para problemas de pensamiento y comportamiento. Dos años más tarde Ellis publicó el libro «Cómo vivir con un neurótico» en el que se refería a su nuevo método.
En 1960 Ellis hizo una presentación de su nueva teoría en la Asociación Americana de Psicología (APA), en una convención en Chicago, pero fue recibido con poco interés, debido a que en esa época la atención de la psicología experimental estaba enfocada en el conductismo, mientras en psicología clínica se enfocaba en las escuelas de psicoanálisis de los notables Sigmund Freud, Carl Jung, Alfred Adler y Fritz Perls. A pesar del hecho de que el enfoque de Ellis se dirigía al estudio del conocimiento, la emotividad, la conducta, y los métodos de análisis desde el diálogo consciente con el psicoterapeuta; su fuerte énfasis en la cognición resultó llamativo y, a menudo, fue recibido con hostilidad en conferencias profesionales y revistas, quizá exceptuando a los seguidores de Adler.
A pesar de la lenta adopción de su enfoque, Ellis fundó su propio instituto, el Instituto para la Vida Racional, fundado como una organización sin ánimo de lucro en 1959. En 1968 fue aprobado por el Consejo Rector de Gobernadores del Estado de Nueva York como un instituto de aprendizaje y psicología clínica. Él regularmente ofrecía seminarios en los que invitaba a un participante al escenario para tratarlo. Su método adquirió fama por tomar a menudo un estilo directivo y confrontacional.

## Estudios de Evaluación de la Integridad
En 1979 y durante las siguientes dos décadas Ellis enfoca parte de sus investigaciones hacia la Integridad Conductual a través de la psicología experimental aplicada: se enfocó en la Confiabilidad, Honestidad y Lealtad como conducta psicosocial, así como en el compromiso organizacional como norma cognitiva evaluando concretamente a través de imágenes desarrolladas en su Instituto.
En su libro Personality Theories desarrollado con Mike Abrams y Lidia Dengelegi Abrams se establecen las opiniones de evaluación de la Integridad entendiendo el por qué cada personalidad puede tener un cambio en su actitud; la confiabilidad es el factor común de sus muestras tomadas y de las cuales se obtuvieron grandes avances para buscar una herramienta para trabajar con la mente humana.

## Trabajo como sexólogo e investigador de la sexualidad humana y el amor
En la década de los 60, Ellis había llegado a ser visto como uno de los fundadores de la Revolución sexual americana. Sobre todo al principio de su carrera, era bien conocido por su trabajo como sexólogo y por sus liberales, humanistas, y en ocasiones controvertidas, opiniones sobre la sexualidad humana; temas que fueron sus intereses profesionales desde el comienzo de su carrera. También colaboró con el conocido zoólogo e investigador sobre sexualidad Alfred Kinsey, juntos trabajaron en una serie de libros y artículos sobre temas de sexualidad humana y el amor.
En 1958 publicó su clásico libro: «Sexo sin culpa» que llegó a ser ampliamente conocido por sus actitudes sexuales liberales. Él contribuyó a la revista The Realist de Paul Krassner; entre sus artículos, en 1964 fue el autor de «Si esto es herejía… ¿Es la pornografía perjudicial para los niños?» En 1965 Publicó un libro llamado «Homosexualidad: Sus causas y su cura», en que veía a la homosexualidad como una patología y por tanto en condición de ser curada. En 1976 la Asociación Estadounidense de Psiquiatría revirtió su posición sobre la homosexualidad, al declarar que no es un trastorno mental y por ende no puede ser tratada; el mismo año, Ellis aclaró su opinión anterior en «Sexo y el hombre liberado», exponiendo que algunos comportamientos homosexuales están perturbados y pueden ser objeto de tratamiento; pero, en la mayoría de los casos, no se debe calificar a la homosexualidad como buena ni mala (exceptuando la perspectiva religiosa). Cerca del final de su vida, él actualizó y reescribió «Sexo sin culpa», y en el 2001 lo publicó como «Sexo sin culpa en el Siglo XXI». En este libro expuso y mejoró su visión humanista de la ética y la moral sexual, dedicó un capítulo a la homosexualidad donde daba consejos y sugerencias sobre cómo mejorar las vidas amorosas y sexuales. Conservando algunas de las ideas sobre sexualidad humana de la versión original, la revisión constituyó sus opiniones humanistas e ideales éticos actuales.

## Ellis y la religión
En su versión original del libro Sexo sin culpa, Ellis expresó que las restricciones religiosas sobre la sexualidad son a menudo innecesarias y perjudiciales para la salud emocional. También fue famoso su debate con psicólogos religiosos, incluyendo a Orval Hobart Mowrer y Allen Bergin, sobre la propuesta de que la religión a menudo contribuye a la angustia psicológica. Debido a su adhesión directa al humanismo no teísta, fue reconocido en 1971 como el Humanista del Año por la Asociación Humanista Americana. En 2003 fue uno de los firmantes del Manifiesto humanista III. En sus últimos años, Ellis se describió a sí mismo como un ateo probabilístico, que significa que, si bien reconocía que no podía estar completamente seguro de que no hay dios, creía que la probabilidad de su existencia era tan pequeña que no valía la pena prestarle atención y elegía no creer hasta que las evidencias apuntaran a lo contrario.
Mientras que el ateísmo y el humanismo personal de Ellis se mantuvieron constantes, sus puntos de vista sobre el papel de la religión en la salud mental cambiaron con el tiempo. En sus primeros comentarios entregados en las convenciones y en su instituto en la ciudad de Nueva York, declaró de manera abierta y mordaz que las creencias devotas y las prácticas religiosas eran perjudiciales para la salud mental. En El caso contra la religiosidad, un folleto de 1980 publicado por su instituto, ofreció una definición idiosincrática de la religiosidad como cualquier creencia devota, dogmática y exigente. Observó que los códigos religiosos y personas religiosas a menudo manifiestan su religiosidad de manera demandante, pero agregó que la devoción exigente es evidente entre muchos psicoterapeutas y psicoanalistas ortodoxos, devotos creyentes políticos y ateos agresivos. Al final concluyó que la religión no era en sí misma perjudicial, sino solamente en los casos de extremo fanatismo como cualquier otra idea irracional.
Ellis fue cuidadoso en señalar que la TREC era independiente de su ateísmo, pues muchos terapeutas de la TREC practican la religión. En sus últimos días, atenuó significativamente su posición ante la religión. Aunque mantuvo firme su actitud atea, proponiendo que el ateísmo reflexivo y probabilístico es quizá el método más saludable en la vida, reconoció y estuvo de acuerdo en que la evidencia sugería que la creencia en un dios de amor podía ser psicológicamente saludable. Basado en este enfoque de la religión, reformuló su visión profesional en uno de sus últimos libros El camino hacia la tolerancia, y como coautor del libro Asesoramiento y psicoterapia con personas religiosas: Una aproximación de la terapia racional emotiva conductal, junto con dos psicólogos religiosos —Stevan Lars Nielsen y W. Brad Johnson—, describió los principios de la integración de material religioso con las creencias de la TREC durante el tratamiento de clientes religiosos. Se destaca que Ellis fue un defensor permanente de la paz y oponente del militarismo.

## Vida posterior

### Contribuciones profesionales
Aunque muchas de sus ideas fueron criticadas durante las décadas de los 50 y los 60 por el establecimiento psicoterapéutico, su reputación creció inmensamente en los años posteriores. Desde 1960 su importancia fue creciendo constantemente, así como la de las terapias cognitivo-conductuales (TCC) que estaban ganando más terreno teórico y científico. A partir de entonces las TCC, uno de cuyos fundadores fue Aaron T. Beck, poco a poco se convirtió en uno de los sistemas más populares de psicoterapia en varios países. A finales de los 60 su instituto editó una revista profesional, y en los 70 estableció la «Escuela de la Vida» para niños entre 6 y 13 años. La escuela proporcionaba un plan de estudios que incorporaba los principios de la TREC. A pesar de su relativa corta vida, los grupos de interés general expresaron su satisfacción por el programa Muchas escuelas de pensamiento psicológico recibierion influencia de Albert Ellis, incluyendo la terapia del comportamiento racional creada por uno de sus estudiantes, Maxie Clarence Maultsby, Jr. Ellis tuvo tal impacto que, en 1982 una encuesta a psicólogos clínicos y consejeros estadounidenses y canadienses, le situó por delante de Freud cuando se les pidió nombrar a la figura que había ejercido mayor influencia en su campo. También en 1982, un análisis amplio de las revistas de psicología publicado en los EE. UU., encontró que Ellis fue el autor más citado después de 1957. En 1985, la APA premió al Dr. Ellis por sus «distinguidas contribuciones profesionales».
Ocupó muchos cargos importantes en muchas sociedades profesionales, incluyendo la División de Consultoría Psicología de la APA, la Sociedad para el Estudio Científico de la Sexualidad, la Asociación Americana de Terapia Matrimonial y Familiar, la Academia Americana de Psicólogos y la Asociación Americana de Educadores Sexuales, Consejeros, y Terapeutas. Además Ellis también se desempeñó como consultor y editor asociado de muchas revistas científicas. Muchas sociedades profesionales dieron a Ellis sus más altos premios profesionales y clínicos. Dedicó más de dos décadas de investigación en el área de estudios en la Confiabilidad, Honestidad, Lealtad, y demás campos psicológicos en el dogma de veracidad conductual.
A mediados de la década de los años 1990 renombró su psicoterapia y sistema de cambio de comportamiento a terapia racional emotiva conductual, nombre con el que se la conoce en la actualidad (fue originalmente conocido como terapia racional y luego la terapia racional-emotiva). Esto lo hizo para subrayar la importancia de la interrelación entre la cognición, la emoción y el comportamiento en su enfoque terapéutico. En 1994 también se actualizó y revisó su obra clásica original de 1962, «Razón y emoción en psicoterapia». Durante el resto de su vida continuó el desarrollo de la teoría de que la cognición, la emoción y la conducta están relacionadas entre sí, pues creía que un sistema de psicoterapia y cambio de comportamiento debía involucrar a las tres.

### Aparición pública
El trabajo de Ellis se extendió a otras áreas de la psicología, así como la educación, la política, los negocios y la filosofía. Con el tiempo se convirtió en un prominente y combativo comentarista social, además de conferenciante especializado en una amplia gama de cuestiones. Durante su carrera debatió públicamente con una gran cantidad de personas con puntos de vista opuestos a los suyos; estos incluyeron, por ejemplo, los debates con el psicólogo Nathaniel Branden sobre objetivismo y con el psiquiatra Thomas Szasz sobre el tema de la enfermedad mental. En numerosas ocasiones criticó enfoques psicoterapéuticos opuestos (como el psicoanálisis) y cuestionó algunas de las doctrinas de ciertos sistemas religiosos dogmáticos, espiritualismo y misticismo.
Desde 1965 hasta el final de su vida, condujo sus famosos talleres de Viernes por la Noche, en los que dirigió sesiones de terapia con voluntarios de la audiencia. En la década de los 70 introdujo sus populares «canciones humorísticas racionales», que combinaban letras humorísticas con un mensaje racional de autoayuda y establecida en una melodía popular. Ellis también realizó talleres y seminarios sobre salud mental y psicoterapia en todo el mundo hasta sus últimos años.

### Últimos años
En 2003 Albert Ellis recibió un premio de la Asociación para la Terapia Racional-Emotiva (Reino Unido) por la formulación y el desarrollo de la TREC. Ellis llegó a ser miembro honorífico de la asociación, y la fiesta de su 90.º cumpleaños fue un evento al que asistieron autoridades como el entonces presidente George W. Bush, los senadores de Nueva York Charles Schumer y Hillary Clinton, el alcalde de Nueva York Michael Bloomberg, el expresidente Bill Clinton y el dalái lama, quien envió un pañuelo de seda bendito para la ocasión.
En 2004 cayó enfermo con un problema intestinal grave que le llevó a ser hospitalizado y a la extirpación de su intestino grueso. Volvió al trabajo después de unos meses en que fue cuidado por Debbie Joffe, su ayudante, que más tarde se convirtió en su esposa. En 2005 fue sometido a la remoción de todas sus actividades profesionales, incluso del consejo de su propio instituto después de una disputa por la política de dirección del mismo. Ellis fue reintegrado a la junta en enero de 2006, después de ganar un proceso civil contra los miembros del consejo que lo expulsaron. El 6 de junio de 2007, los abogados de Albert Ellis presentaron una demanda contra el Instituto Albert Ellis en el tribunal estatal de Nueva York. La demanda alegó una violación de un contrato a largo plazo con la AEI y buscó la recuperación de la propiedad (45 East 65th Street) a través de la imposición de un fideicomiso.
Durante sus últimos años colaboró con el Dr. Michael S. Abrams, con quien trabajó en varias ocasiones, en su único libro de texto «Teorias de personalidad: Perspectivas Críticas» El penúltimo libro de Ellis fue una autobiografía titulada ¡Todos fuera!, publicado por Prometheus Books en junio de 2010. El libro fue dedicado y preparado junto con su esposa, la Dra. Debbie Joffe, a quien Ellis describió como «El amor más grande de toda mi vida, toda mi vida». También le confió a ella el legado de la TREC.
A pesar de su serie de problemas de salud y una pérdida auditiva profunda, Ellis nunca dejó de trabajar sin descanso en sus actividades profesionales: trabajaba al menos 14 horas al día, escribiendo libros a mano, visitaba a sus clientes e impartía enseñanza. Su esposa Debbie Joffe, psicóloga australiana, le ayudaba en su trabajo. Luego, en abril de 2006, Ellis fue hospitalizado con neumonía, y pasó más de un año yendo y viniendo entre el hospital y un centro de rehabilitación. Finalmente regresó a su residencia en la planta superior del Instituto Albert Ellis, donde falleció en los brazos de su esposa. En el momento de su muerte el 24 de julio de 2007, cuando él tenía 93 años, había sido autor y coautor de más de 80 libros y 1200 artículos (incluidos 800 artículos científicos) durante su vida. A principios de 2011 el libro Terapia racional emotiva conductual, escrito por Albert Ellis y su esposa, fue publicado por la Asociación Americana de Psicología. El libro explica los fundamentos de la teoría de la TREC y se considera una excelente guía básica para estudiantes y profesionales de la psicología, así como para el público en general para entender su enfoque.
En elogio de Albert Ellis, Frank Farley, expresidente de la APA, afirmó: «La psicología ha tenido únicamente un puñado de figuras legendarias que no solo llaman la atención en gran parte de la disciplina, sino también reciben un alto reconocimiento del público por su trabajo. Albert Ellis fue una figura conocida dentro y fuera de la psicología por su originalidad asombrosa, sus ideas provocadoras, y su personalidad provocadora. Él montaba la práctica de la psicoterapia como un coloso…».

## Obras autobiográficas
La mayoría de los libros que Ellis escribió después de la invención de la TREC tenían un fuerte elemento autobiográfico. Utilizó anécdotas de su vida personal para explicar cómo las ideas de la TREC se le ocurrieron y cómo le ayudaron a hacer frente a sus problemas personales como la timidez, la ira y la enfermedad crónica. También utilizó anécdotas de las sesiones con sus clientes para ilustrar cómo funcionaba su terapia.
Dos de los últimos libros de Ellis fueron explícitamente autobiográficos. «Terapia racional emotiva conductual: A mí me funciona - Puede funcionar para usted» narra sus primeros años y sus crisis de una manera inusualmente franca. Se ilustra la forma en que manejó sus problemas, al principio a través de la filosofía, y más tarde a través de la aplicación de sus nuevas habilidades terapéuticas y puntos de vista. «¡Todos fuera!: Una autobiografia», publicado en 2009, después de su muerte, es una narración más tradicional de su vida y su obra (aunque también pretende ser una historia inspiradora sobre el uso del pensamiento racional en la autoayuda).